# 達伊冰原島峰
64°30′S 57°21′W / 64.500°S 57.350°W
達伊冰原島峰（英語：Day Nunatak），是南極洲的冰原島峰，位於葛拉漢地的斯諾希爾島，處於丁格爾冰原島峰以北2.8公里，現時由南極條約體系管理。